# 黒川俊二
黒川 俊二（くろかわ しゅんじ）は、日本の植物学者。京都大学大学院農学研究科雑草学分野教授。元日本雑草学会幹事長。外来雑草研究の第一人者。

## 人物・経歴
大阪府東大阪市出身。大阪府立夕陽丘高等学校を経て、1992年神戸大学農学部園芸農学科卒業。1994年神戸大学大学院農学研究科修士課程園芸農学専攻修了、修士（農学）、農林水産省草地試験場飼料生産利用部研究員。2001年農業技術研究機構畜産草地研究所飼料生産管理部研究員。2003年農業・生物系特定産業技術研究機構畜産草地研究所飼料生産管理部主任研究員。2004年京都大学博士（農学）。2006年農業・食品産業技術総合研究機構畜産草地研究所飼料生産性向上研究チーム主任研究員。2009年農業・食品産業技術総合研究機構中央農業総合研究センター雑草バイオタイプ・総合防除研究チーム主任研究員。2011年農業・食品産業技術総合研究機構中央農業総合研究センター生産体系研究領域主任研究員。2016年農業・食品産業技術総合研究機構中央農業研究センター生産体系研究領域上級研究員。2016年日本雑草学会幹事長。2018年緑地雑草科学研究所副理事長。2019年農業・食品産業技術総合研究機構本部事業開発室上級研究員。2020年農業・食品産業技術総合研究機構本部事業開発室主席研究員。2021年京都大学大学院農学研究科農学専攻雑草学分野教授。外来雑草研究の第一人者。

## 受賞
- 2006年 日本雑草学会論文賞[3]
- 2009年 日本雑草学会論文賞[3]
- 2014年 日本雑草学会論文賞[3]
- 2016年 日本雑草学会論文賞[3]
- 2017年 日本雑草学会論文賞[3]